# Mill Creek (Pensilvania)
Mill Creek es un borough ubicado en el condado de Huntingdon en el estado estadounidense de Pensilvania. En el año 2000 tenía una población de 351 habitantes y una densidad poblacional de 366.3 personas por km².

## Geografía
Mill Creek se encuentra ubicado en las coordenadas 40°26′12″N 78°55′52″O / 40.43667, -78.93111.

## Demografía
Según la Oficina del Censo en 2000 los ingresos medios por hogar en la localidad eran de $28,571 y los ingresos medios por familia eran $30,833. Los hombres tenían unos ingresos medios de $26,250 frente a los $18,750 para las mujeres. La renta per cápita para la localidad era de $11,177. Alrededor del 19.7% de la población estaba por debajo del umbral de pobreza.